# Скания
Скания (Сконеланд; швед. Skåneland, Skånelandskapen; лат. Terra Scania или Terra Scaniae; англ. Scanian Provinces; дат. Skånelandene) — исторический регион на юге Швеции, состоящий из трёх бывших датских провинций Сконе, Халланда и Блекинге, приблизительно совпадающих с тремя современными ленами: Сконе, Халланд и Блекинге. До 1658 года входила в состав Дании под названием Восточных провинций. Остров Борнхольм, тогда же отошедший к Швеции, но позднее возвращённый Дании, также иногда включается в состав Скании.
В языковом отношении Скания заметно отличается от остальной Швеции, так как в ней говорят на сканском наречии, более близком к датскому языку, чем к шведскому.
Название Сконеланд впервые было записано в печати (на шведском языке) в 1719 году. Название в качестве краткой формы для De skånska landskapen («Сканские провинции») было впервые применено для обозначения объединённой территории провинций Блекинге, Халланд и Сконе скандинавским историком Мартином Вейбуллом.